# Aeroport

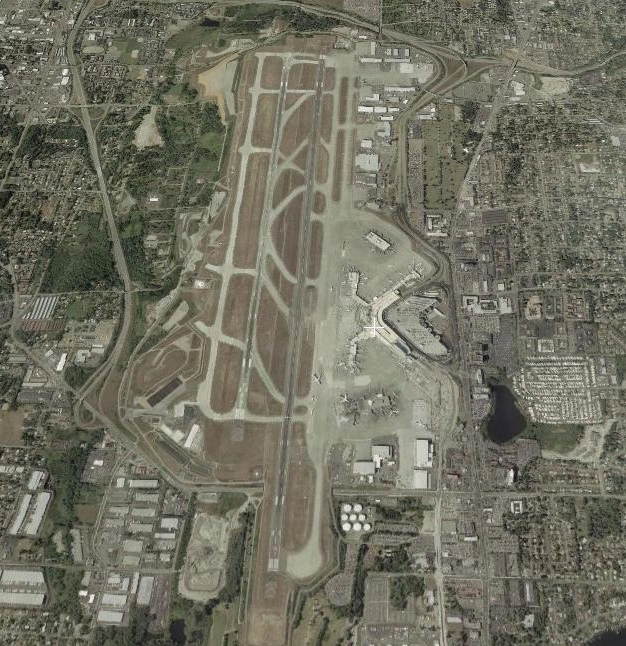
Aeroport Internacional de Seattle-Tacoma (Washington, EUA)

Un aeroport és un tipus d'aeròdrom amb les instal·lacions i serveis necessaris per a servir vols comercials. Habitualment compta amb una o diverses pistes d'aterratge, torre de control, terminals i altres instal·lacions de suport. A un aeroport els avions aterren, embarquen i desembarquen, descarreguen i carreguen, s'estacionen, es mantenen i reparen i enlairen entre altres procediments de rodatge. Normalment un aeroport se situa a prop d'una ciutat important. Els aeroports serveixen tant per a aviació comercial com per a aviació general i militar sempre i quan l'ús d'aquests no estigui restringuit.

## Parts d'un aeroport
En un aeroport, des del punt de vista de les operacions aeroportuàries, s'hi poden distingir dues parts: el costat aire i el costat terra. La diferenciació entre ambdues parts es deriva de les diferents funcions que s'hi realitzen.
En el costat aire les operacions s'apliquen sobre les aeronaus i tot es mou al voltant de les seves necessitats.

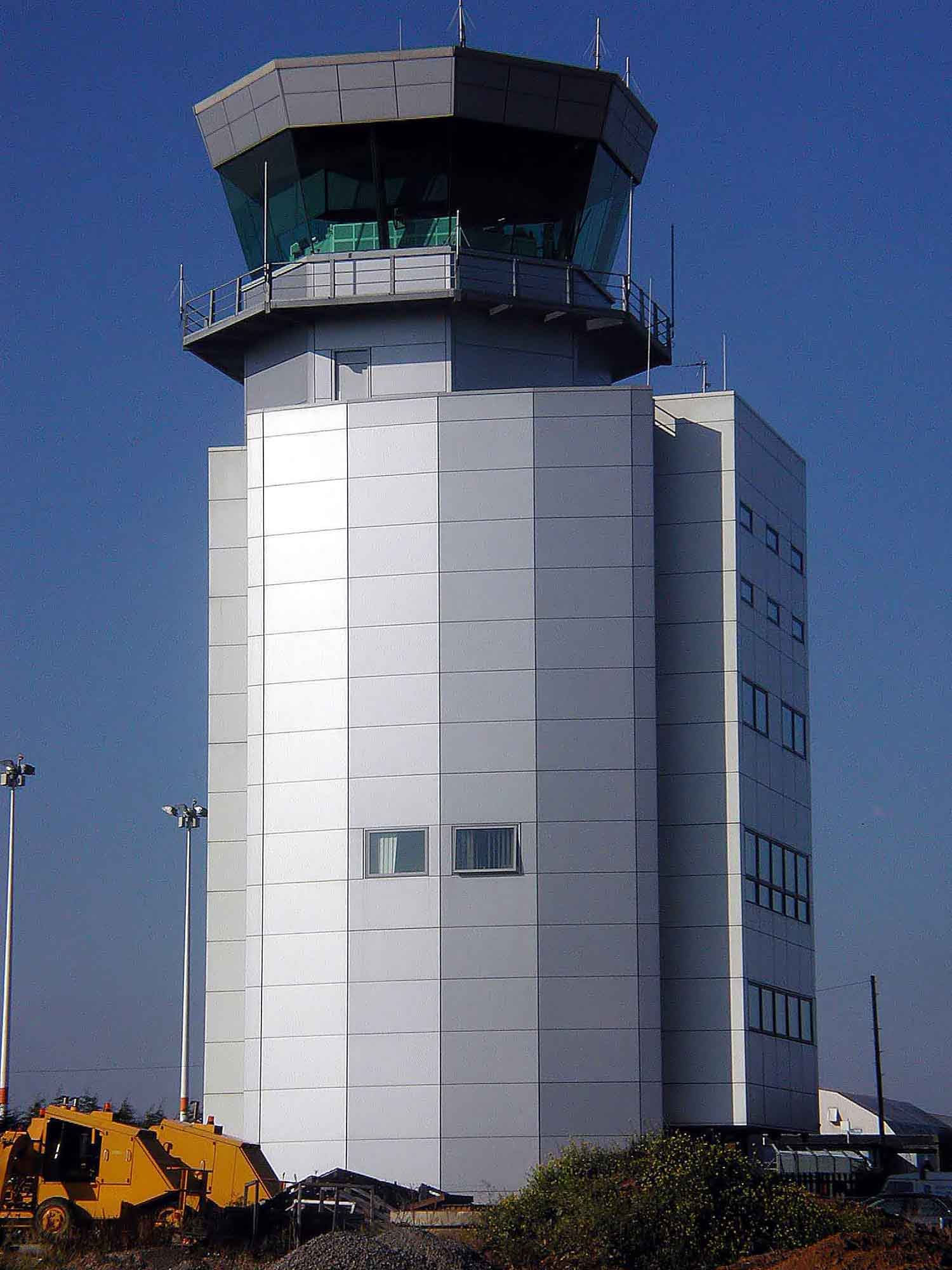
Torre de control de l'aeroport de Bristol

En el costat terra, els edificis terminals tenen com a funció la connexió entre els mitjans de transport terrestre (vehicles, autobusos, tren, metro) i el mitjà de transport aeri. El volum de passatgers i el tipus de tràfic condicionen la configuració de la terminal però en general totes les terminals tenen les següents dependències: vestíbuls de sortida i arribada, control de passaports, sales d'embarcament, zones d'oci, control de duanes…
El costat aire també anomenat àrea de moviments està integrat per l'àrea de maniobres (pistes i carrils de rodatge) i la plataforma. La seva funció és el rodatge de les aeronaus fins/des de les pistes i el decalatge i aterratge de les aeronaus.
Una àrea important en tot aeroport és l'anomenat centre de control del trànsit aeri, en el qual es desenvolupen els anomenats controladors de trànsit aeri o ATC (per les seves inicials en anglès), encarregats de dirigir i controlar tot el moviment d'aeronaus a l'aeroport i en la zona sota la seva jurisdicció.
La plataforma és l'àrea destinada a donar espai a les aeronaus mentre es realitzen les operacions d'embarcament i desembarcament de passatgers o mercaderies així com altres operacions d'atenció a l'aeronau (fer provisió de combustible, petit manteniment, neteja).

### Elements del costat aire

#### Pista
La pista és una plataforma recta i plana que s'utilitza per a aterrar i enlairar-se. Acostuma a ser d'entre 2 i 3,5 quilòmetres depenent del tipus d'avions que es vol operar. Aquesta està lliure d'obstacles tant a les capçaleres com per els costats per a evitar accidents doncs l'aterratge i l'enlairament són les maniobres més complicades. En un aeroport acostumen a ser d'asfalt o formigó. Les pistes es col·loquen tenint en compte el vent de forma que en la majoria del temps no vingui lateralment, el terreny i la població del voltant. Les pistes estan numerades de forma que la capcelera de la pista coincideixi amb la seva orientació magnètica. En cas que hi hagin dues o més pistes paral·leles es numeraran amb una L (left) la de l'esquerra C (center) la del mig i R (right) la de la dreta. Per a facilitar l'operativitat o per a que es pugui operar de nit les pistes s'il·luminen tant a les capçaleres com als laterals i a l'eix de la pista.

#### Pista de rodatge
La pista o carrer de rodatge és la calçada per on circulen els avions per a arribar a la porta d'embarcament o a les pistes. té una línia de guia al mig per a ordenar i millorar el circulament dels avions i a més té carrils per als vehicles terrestres.

#### Plataforma d'estacionament
La plataforma d'estacionament és aquella plataforma on les aeronaus estacionen per a embarcar o carregar les mercaderies.

#### Hangar
Els hangars són uns edificis o estructures especifiques per a protegir els avions de l'exterior mentre aquests estan sotmesos a reparacions o altres tipus de manteniment (pintura, transformacions, inspeccions...)

### Elements del costat terra

#### Terminal
Una terminal aeroportuària és un edifici en un aeroport on els passatgers deixen el transport terrestre i les instal·lacions que aquestes contenen i procedeixen embarcar o en efecte contrari desembarcar dels avions per a agafar el transport terrestre (cotxe, taxi, bus, autocar, tren, metro...).
Dins de la terminal, els passatgers adquireixen bitllets, facturen els seus equipatges, i passen els controls de seguretat. Els edificis que donen accés directe a l'avió (a través de portes) són coneguts comunament com a sala d'embarcament. No obstant això, els termes "terminal" i "sala d'embarcament" són de vegades usats indistintament, depenent de la configuració de l'aeroport.
Els petits aeroports tenen una terminal mentre que els aeroports grans poden tenir diverses terminals i / o sales d'embarcament. En els aeroports petits, l'únic edifici terminal serveix típicament totes les funcions d'una terminal i una sala d'embarcament.
Alguns aeroports grans tenen una terminal que està connectada a múltiples sales d'embarcament a través de cintes, passarel·les o túnels subterranis. Alguns aeroports grans tenen més d'una terminal, cadascuna d'elles amb una o més sales d'embarcament. Per contra en altres grans aeroports tenen múltiples terminals cadascuna de les quals incorpora les funcions de la sala d'embarcament.
La configuració de la terminal està determinada pel tipus de tràfic (regional, nacional o internacional) i per la quantitat de viatgers. Normalment, quan un aeroport arriba o està a punt d'arribar a la seva màxima capacitat es fan reformes i ampliacions de les terminals.
La forma de la terminal de passatgers d'un aeroport tracta de maximitzar el nombre de posicions per a l'embarcament d'aeronaus, tractant de reduir les distàncies de caminada dels passatgers. Per aquesta raó, des de la part central dels edificis, es desprenen corredors que permeten la connexió amb diversos avions. Aquests corredors es coneixen com a "espigons". Molt freqüentment els passatgers aborden aeronaus, no des de les posicions a la terminal, sinó a la plataforma.
Quan les terminals de passatgers estan allunyades unes de les altres o distants de la terminal principal, entren en joc les línies d'autobusos i trens llançadera que connecten una terminal amb una altra, de manera que facilitin el moviment de passatgers i operaris entre totes les terminals.

També hi han les terminals corporatives que estarien enfocades a avions privats o vols executius.
Parts d'una terminal:
Preseguretat
- Mostradors de facturació

- Botigues i restaurants
- Servei d'atenció al client

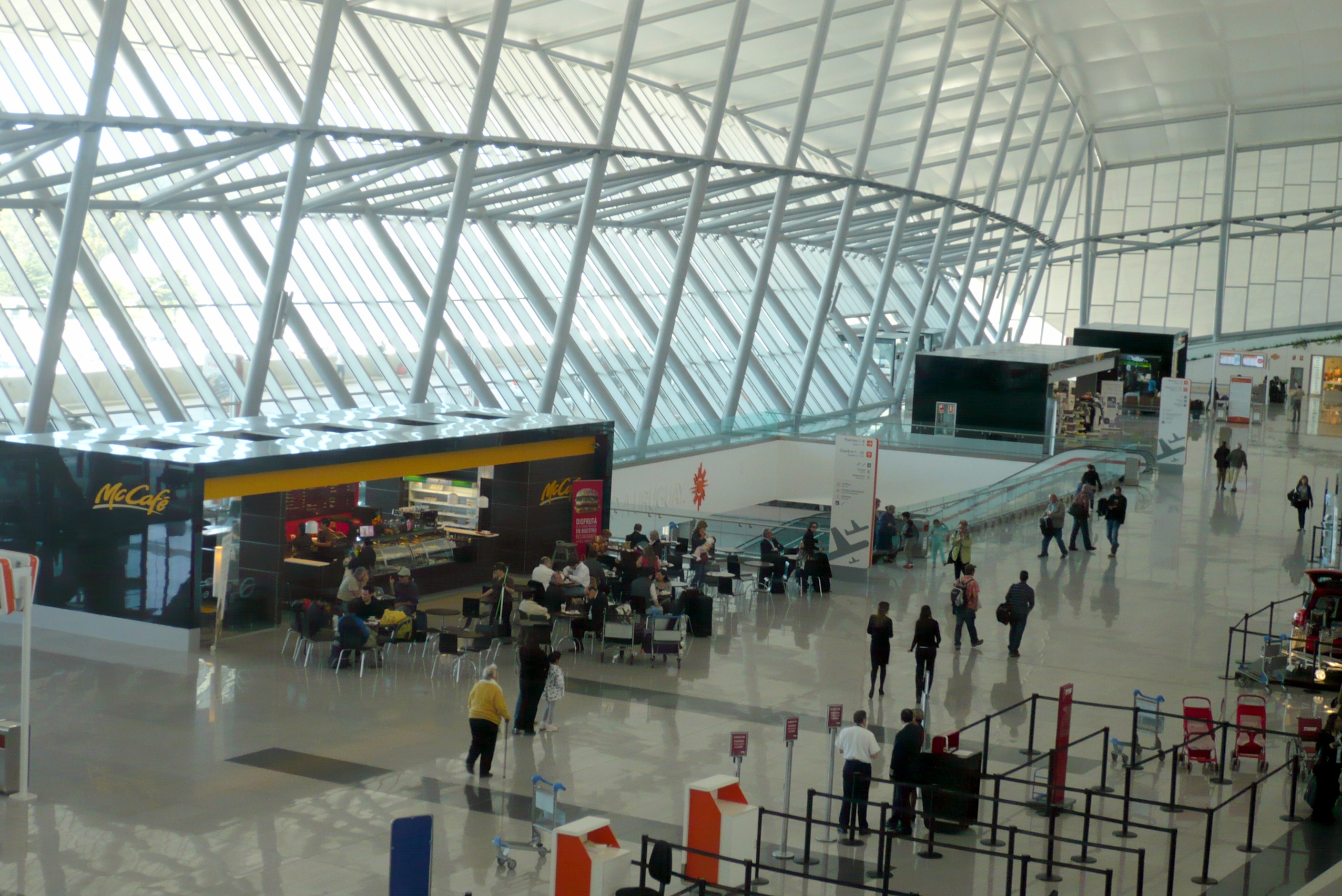
Interior d'un aeroport

- Oficines d'aerolinies i lloguer de cotxes
- Sales d'espera

Filtre de seguretat
Postseguretat

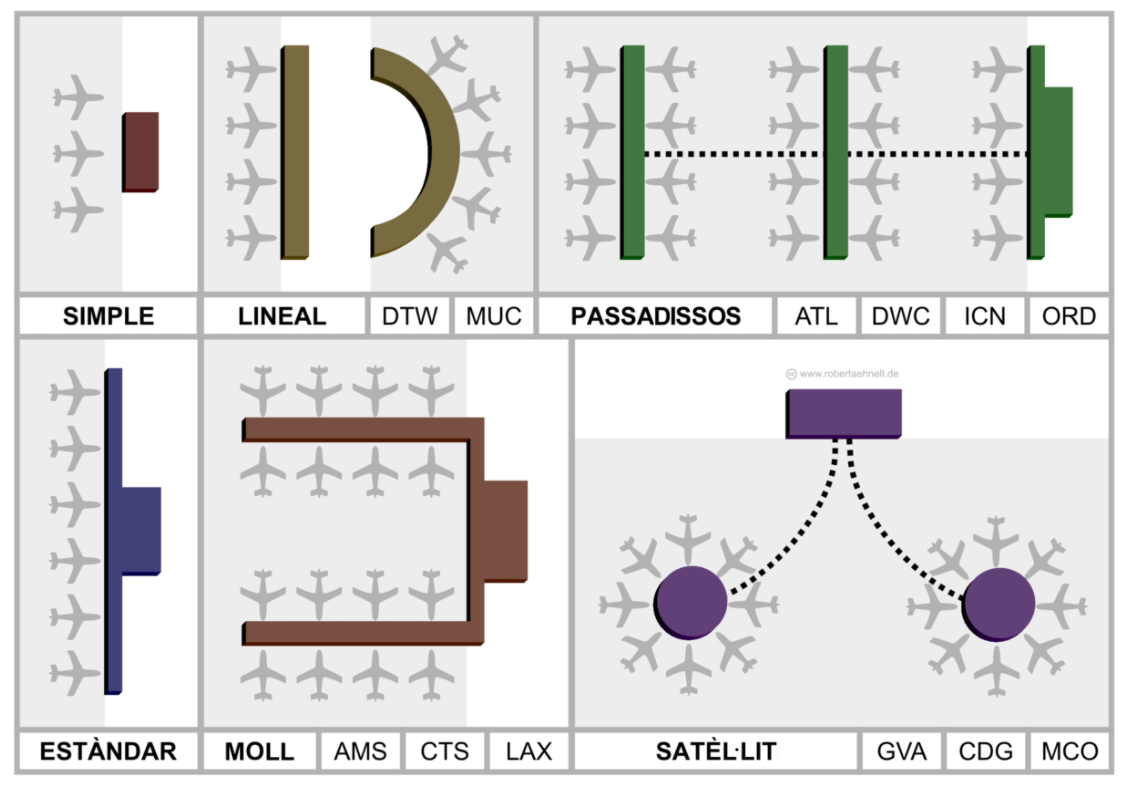
Dissenys típics de terminals

- Sales d'embarcament(amb o sense passarel·les d'accés a aeronaus)
- Sales VIP
- Botigues i restaurants
- Botigues lliures d'impostos(Duty-free)
- Control d'aduanes i passaport
- Reclamació d'equipatge
- Sales d'espera
- Tren llançadera
- SPA, hotels, piscines, gimnàs...

Les terminals poden ser simples, lineals, estàndard, tipus moll i satèl·lit, també pot ser que es crein passadissos entre elles per on passarien els avions.

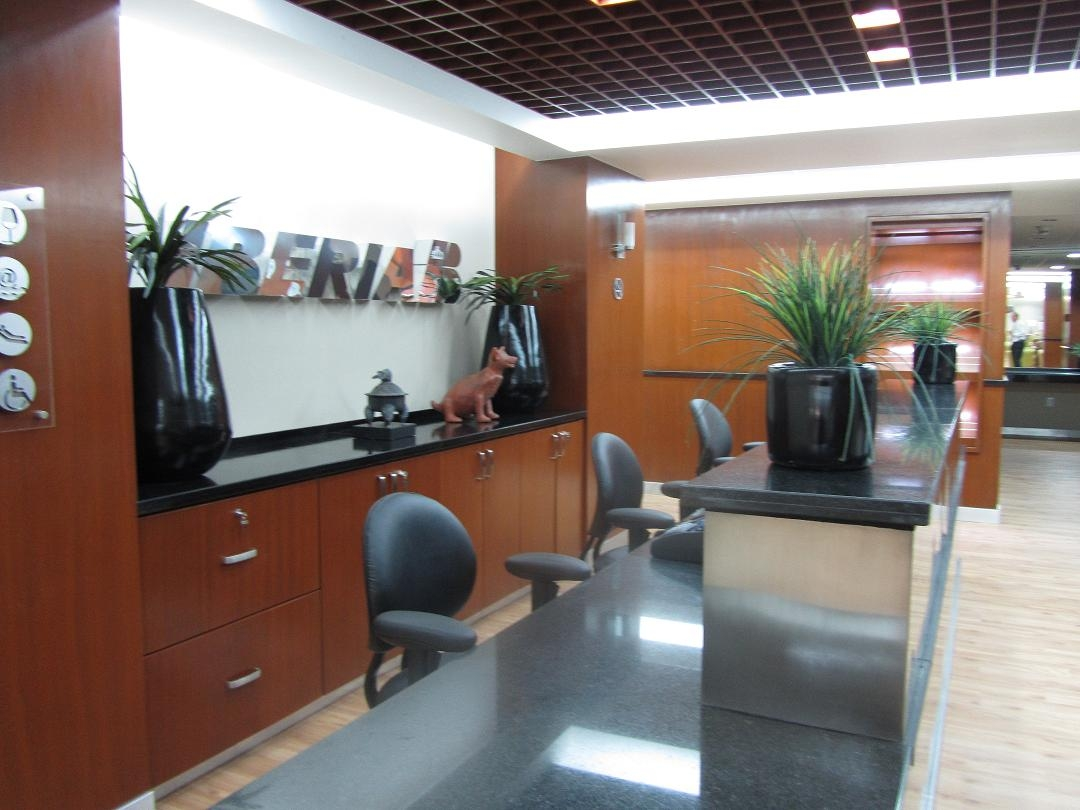
Sala VIP

##### Productes i serveis
La majoria dels aeroports principals ofereixen punts de venda comercials per a productes i serveis. La majoria d’aquestes empreses, moltes de les quals són marques de renom internacional, es troben a les zones de sortida. Aquests inclouen botigues de roba i restaurants. Els preus cobrats pels articles venuts en aquests punts de venda són generalment superiors als de fora de l’aeroport. No obstant això, alguns aeroports ara regulen els costos per mantenir-los comparables als "preus del carrer".
Els planificadors d’aeroports de vegades incorporen rutes sinuoses dins d’aquestes botigues, de manera que els passatgers es troben amb més botigues mentre caminen cap a la seva porta. Els planificadors també instal·len obres d’art al costat de les botigues de l’aeroport per tal d’atraure a més passatgers.
A part de les principals cadenes de menjar ràpid, alguns restaurants de l’aeroport ofereixen especialitats de cuina regional per a aquells en trànsit perquè puguin degustar menjar o cultura local sense sortir de l’aeroport.
Algunes estructures aeroportuàries inclouen hotels construïts dins d'un edifici terminal o annexos a ells. Els hotels de l’aeroport s'han popularitzat a causa de la seva comoditat per als passatgers de connexió i la seva fàcil accessibilitat a la terminal de l’aeroport. Molts hotels aeroportuaris també tenen acords amb companyies aèries per proporcionar allotjament durant la nit als passatgers desplaçats.

##### Serveis VIP i prèmium
Els aeroports també poden contenir serveis premium i VIP. Els serveis premium i VIP poden incloure registre d’entrada exprés i taulells de registre dedicats. Aquests serveis solen estar reservats per a passatgers de primera i classe empresarial, viatgers amb freqüència premium i membres dels clubs d'una companyia aèria. De vegades, els serveis premium poden estar oberts a passatgers membres del programa de viatges freqüents d'una companyia aèria diferent. De vegades, això pot formar part d'un acord recíproc, com quan diverses línies aèries formen part de la mateixa aliança, o com una estratègia per atraure clients premium fora de les companyies aèries rivals.
De vegades, aquests serveis premium s'oferiran a un passatger no premium si la companyia aèria ha comès un error en la manipulació del passatger, com ara retards no raonables o mal maneig de l'equipatge facturat.
Els salons de les línies aèries solen oferir menjar gratuït o de cost reduït, així com begudes alcohòliques i no alcohòliques. Els propis salons solen tenir seients, dutxes, zones tranquil·les, televisors, ordinador, Wi-Fi i accés a Internet que els passatgers poden utilitzar per al seu equip electrònic. Alguns salons de línies aèries fan servir baristes, cambrers i xefs gourmet.
De vegades, les companyies aèries operen diversos salons a la terminal d’un aeroport que permeten als clients ultra premium, com ara clients de primera classe, serveis addicionals que no estan disponibles per a altres clients premium. Els salons múltiples també poden evitar la massificació de les instal·lacions del saló.

##### Accés i desplaçament exterior
Els aeroports requereixen estacionament per als passatgers que poden deixar els cotxes a l’aeroport durant un llarg període. Els grans aeroports també compten amb empreses de lloguer de cotxes, parades de taxis, parades d’autobús i, de vegades, una estació de tren.
Molts aeroports grans es troben a prop de rutes ferroviàries troncals per a una connexió perfecta de transport multimodal, per exemple, l'aeroport de Frankfurt, l'aeroport d'Amsterdam Schiphol, l'aeroport de Londres Heathrow, l'aeroport de Tokyo Haneda i l'aeroport de Londres Stansted. També és habitual connectar un aeroport i una ciutat amb trànsit ràpid, línies de ferrocarril lleuger o altres sistemes de transport públic no per carretera. Els aeroports grans es solen accedir també a través d’autopistes d’accés controlat (“autopistes” o “autopistes”) des de les quals els vehicles de motor entren al bucle de sortida o al bucle d’arribada.

#### Terminal de càrrega
A més de les persones, els aeroports mouen la càrrega tot el dia. Les companyies aèries de càrrega sovint tenen la seva pròpia infraestructura pròpia i adjacent per transferir paqueteries entre terra i aire.
Les instal·lacions de terminals de càrrega són zones on els aeroports internacionals exporten mercaderies després d’haver estat emmagatzemats i abans de carregar-los a l’avió. De la mateixa manera, la càrrega d’importació descarregada ha d’estar en fiança abans que el destinatari decideixi fer el lliurament. Les àrees s'han de deixar a part perquè les autoritats aeroportuàries examinin la càrrega d’exportació i importació. Les àrees designades o coberts es poden cedir a les companyies aèries o agències de transport de mercaderies.
Cada terminal de càrrega té un costat terrestre i un costat aeri. La zona terrestre és on els exportadors i els importadors, a través dels seus agents o per ells mateixos, lliuren o recullen enviaments, mentre que la zona aèria és on es mouen les càrregues cap a o des de l'avió. A més, les terminals de càrrega es divideixen en àrees diferenciades: exportació, importació i transbordament.

#### Ciutat aeroportuària
De vegades en aeroports importants es destina una part dels terrenys a empreses, zones hoteleres, oficines i altres serveis associats destinats a passatgers i usuaris.

## Tipus d'aeroports

### Aeroport regional
Un aeroport regional és un aeroport amb un trànsit relativament petit o de zones geogràfiques escassament poblades. Un aeroport regional no té normalment instal·lacions de duanes i immigració per gestionar el trànsit amb altres països. Els avions que utilitzen aquests aeroports tendeixen a ser petits avions executius, avions privats i avions regionals tant turbohèlix com a reacció. Aquests vols solen recórrer petites distàncies per dirigir-se a grans bases regionals. Per països de mida mitjana com França, Alemanya i Suècia, un aeroport regional és un aeroport atès amb petits avions, fins i tot encara que vagin a les bases d'operacions nacionals.

### Aeroport nacional
Un aeroport nacional és un aeroport que només s'ocupa dels vols de tipus local, el que vol dir que opera dins d'un mateixa regió o país. Els aeroports nacionals no compten amb instal·lacions de duana i immigració i, per tant, no pot gestionar vols cap o des d'un aeroport estranger. Aquests aeroports normalment tenen pistes curtes suficients per manejar avions de curt o mitjà recorregut i el trànsit aeri regional. En el passat, alguns aeroports nacionals no tenien controls de seguretat, però s'han afegit en els últims anys. Exemple: Aeroport de la Seu
També és comú trobar-se terminals nacionals en aeroports internacionals.

### Aeroport internacional
Aquests aeroports són normalment grans, i sovint compten amb pistes grans i instal·lacions adequades per atendre els grans avions que solen ser utilitzats per als trajectes internacionals o intercontinentals. Els aeroports internacionals sovint alberguen vols nacionals (vols que s'efectuen dins de les fronteres de país) a més de vols internacionals. En molts dels països petits la majoria d'aeroports són internacionals. En certs països però, hi ha una subcategoria d'aeroports internacionals limitats que compten amb vols internacionals, però estan limitats a les destinacions de curt radi (sovint a causa de factors geogràfics) o són aeroports mixtes (civil i militar). Molts aeroports amb vols regulars internacionals regulars freqüents té la paraula "Internacional" en els seus noms oficials, però d'altres, incloent aeroports grans com l'Aeroport de Londres Heathrow, no. En canvi, alguns aeroports que s'autodenominen aeroports internacionals, especialment en les petites ciutats dels Estats Units, encara que no hi hagi realment vols regulars internacionals de passatgers al posseir aquestes instal·lacions amb oficines de duanes i immigració per als vols xàrter, de càrrega i aviació general. En molts d'aquests aeroports dels serveis de duanes i immigració estan només disponibles durant unes poques hores. Un exemple d'aquests aeroports és l'Aeroport Internacional Gerald R. Ford a Grand Rapids, Michigan. Uns pocs, com l'Aeroport Internacional de Gary / Chicago en Gary, Indiana, no són en absolut aeroports internacionals; no estan designats com a aeroports d'entrada però aspiren a ser-ho en el futur i han afegit les paraules "aeroport internacional" als seus noms com a eina promocional. Exemple: Aeroport Josep Tarradellas Barcelona – el Prat

### Hub
Un centre de connexió (en anglès hub) és un aeroport que una aerolínia fa servir com a punt de transferència per cobrir les seves destinacions. Això permet a l'aerolínia centrar les seves operacions a un aeroport on els passatgers que viatgen entre aeroports que no són servits per vols directes canvien d'aeronau camí al seu destí, aquests són coneguts en l'indústria aeroespacial com a passatgers de connexió. Exemple: Aeroport Josep Tarradellas Barcelona – el Prat

### Base aèria
Una base aèria és un aeròdrom que serveix principalment per atendre les aeronaus militars, amb totes les instal·lacions de suport per a l'aviació militar. Una base aèria típicament compta també amb les instal·lacions dels aeroports civils, com per exemple el control de trànsit aeri i el de rescat i d'extició d'incendis. Algunes bases aèries tenen serveis de revestiment d'avions, hangars protegits o fins i tot hangars subterranis, per protegir les aeronaus de l'atac enemic. Els avions de combat requereixen l'emmagatzematge dels seus artefactes.

### Aeroport industrial o de càrrega
Un aeroport industrial és un aeroport que se centra en els vols de càrrega o en el manteniment i desmantellament d'aeronaus. Normalment no tenen terminal de passatgers. Exemple: aeroport d'Alguaire

### Aeroport d'aviació general i/o corporativa
Quan un aeròdrom passa a tenir certs serveis (torre de control, bombers, servei mèdic...) pot arribar a tenir la categoria d'aeroport. Això vol dir que tindrà un codi d'identificació. Exemple: aeroport de Sabadell

### Hidroport
És una àrea aquàtica destinada a les operacions d'hidroavions. Normalment es redueix a una zona d'aterratge i enlairament i una zona d'embarcament amb passareles que es connecten amb la platja o terra on hi poden haver altres instal·lacions.

### Aeroport d'interès general
Són aeroports d'interès general:
1. Els que reuneixin les condicions per servir trànsit internacional.
2. Aquells que per la seva situació, característiques o la seva capacitat de generar trànsit, puguin incidir en l'ordenació del transport o de l'espai aeri, o en el control d'aquest.
3. Els que siguin aptes per a ser designats com a aeroports alternatius dels anteriors.
4. Els que tinguin interès per a la defensa nacional.

## Seguretat
Pel que fa a la seguretat aèria és convenient distingir entre dos conceptes que, en anglès, es denominen de forma diferent. Un és la seguretat des del punt de vista policial o d'ordre públic (en anglès security) que afecta les instal·lacions relacionades amb el trànsit de mercaderies i passatgers; i l'altre concepte és el de seguretat en el transport i la navegació (safety) que afecta, principalment, a l'organització de la feina de les persones relacionades amb la navegació aèria i a el manteniment de les aeronaus i els aeroports.
La seguretat en els grans aeroports de passatgers és un assumpte molt seriós, i els controls en ells s'han incrementat notablement després dels atemptats de l'11 de setembre del 2001.
Les terminals de passatgers molt concorregudes fan ús de màquines de raigs X per a la verificació de materials perillosos, detectors de metalls per a la detecció d'armes i animals entrenats a detectar explosius en un passatger, equipatge o càrrega. Els guardes jurats de l'aeroport també poden realitzar una inspecció manual als passatgers o al seu equipatge. A més d'objectes considerats armes (armes de foc, ganivets, tisores, etc), també estan prohibits els objectes que posin en risc la integritat de el vol, com encenedors, tallaungles, materials inflamables o explosius, etc. També es realitzen registres per evitar el tràfic de drogues. Problemes com la falta de pressupost poden fer amb que aquestes mesures de seguretat no es facin com haurien, augmentant el risc d'atemptats o segrestos.
Altres qüestions concernents a la seguretat als aeroports inclouen l'àrea d'aproximació d'aterratge d'aeronaus, no sempre lliure d'obstacles (com, per exemple, l'antic aeroport de Hong Kong, amb muntanyes de gran altitud durant l'aproximació), o la relació entre el nombre d'operacions d'aterratges i enlairaments en un aeroport donat i la mida de la seva pista. Un factor molt important en la seguretat operacional és l'anomenat control del perill aviari i fauna; es denomina així al control que es realitza a les pistes i àrees de maniobres abans que aterri o enlairi una aeronau evitant que les turbines o una altra part de l'avió succioni o sigui impactada per aus o fauna posant en perill la fase del vol. Sobre aquesta matèria hi ha mètodes i assiciacions internacionals ja que els incidents i accidents causats per aus i tot tipus de fauna han costat a les indústries pèrdues en vides humanes i importants danys materials.
Pel que fa a la seguretat aèria en navegació (safety) és molt important recalcar que és molt important que els passatgers coneguin cadascuna de les mesures preses pel personal per poder aconseguir un vol segur. Una de les principals és l'operació de les portes utilitzades com a sortides d'emergència, ja que tot aquell passatger que atén correctament a les mesures de seguretat que les sobrecàrrecs a bord donen, pot aconseguir una evacuació exitosa; la correcta utilització de les màscares en cas d'una despressurització (pèrdua de pressió en cabina per atmosfera similar a la del sòl) ja que si la col·locació i l'activació de sistema d'oxigen de la mateixa no és l'adequada, es corre el perill de patir hipòxia. La constant utilització del cinturó de seguretat pot en molta mesura, prevenir algun accident durant el vol com cops al cap, esquinç cervical etc. (En cas de turbulència). És molt important que quedi clar que quan els passatgers d'un vol, donen atenció a el 100% les instruccions dels procediments duts a terme per la tripulació, es pot obtenir un vol completament segur.

## Operacions i logística dels aeroports
Els avions no són els únics mitjans de transport presents en una àrea aeroportuària: una àmplia varietat de vehicles diferents actuen dins de l'aeroport, amb una variada gamma de serveis, com el transport de passatgers, transport de càrrega, equipatge, neteja de les aeronaus. Entre aquests vehicles estan:
Els tractors: que són els que empenyen a l'avió en reversa per separar-se de la terminal (o els remolquen cap als hangars en cas d'emergència).
Els autobusos de trasllat convencionals i convertibles: són camions semblants als de transport públic que transporten els passatgers cap a i des de la plataforma remota on es troba el seu vol, i altres que tenen la capacitat de pujar la cabina de passatgers a determinada altura per quedar directament a la porta de l'avió.
Els trens d'equipatge: són camionetes descobertes que porten enganxats diversos remolcs en què es transporta l'equipatge des de la terminal a l'avió i viceversa.
Els camions d'aliments: són camions de caixa unida en la qual transporten els aliments per al vol des de les cuines de l'aeroport o l'aerolínia cap a l'avió. Tenen la capacitat d'aixecar la caixa a l'altura de la porta d'entrada de serveis gràcies a un sistema d'amortidors.
Els automòbils de línia aèria i de serveis auxiliars: són automòbils autoritzats per a circular per les terminals i avingudes per aportar manteniment en cas necessari i revisions de seguretat als avions de la seva aerolínia, a l'aeroport en general i el seu correcte ús.
Els remolcs de transport de combustible: són tràilers amb una pipa com remolc en la qual transporten el combustible que se li haurà de subministrar als avions abans del vol.
Els camions de drenatge: són camions que extreuen l'aigua de rebuig utilitzada durant el vol en els sanitaris i subministren aigua neta per al següent vol.
Cotxe guia: és aquell cotxe destinat a guiar una aeronau d'un punt a un altre d'un aeroport.
Cotxe escala: és aquell vehicle destinat a fer accessible l'entrada a un avió des del terra a partir d'una escala.
Vehicle administrador d'energia (GPU): és el vehicle que dona energia a un avió mentre té els motors apagats (en fase de vol l'energia obtinguda per a fer funcionar les llums de cabina, aparells de comunicació, pantalles... prové de l'energia creada pels motors).
Els vehicles aeroportuaris es desplacen per l'aeroport a través de carrils destinats a ells. Existeixen altres pistes, dedicades a l'orientació de les aeronaus, a la plataforma d'estacionament i en les taxiways (carrers de rodatge). A més, compten amb vehicles d'emergència que han d'estar preparats en tot moment per atendre un contratemps o emergència: camions de bombers, pipes d'aigua, ambulàncies i vehicles de policia.

### Manteniment dels avions
El servei de manteniment dels avions que operen en un aeroport és generalment subministrat per la major aerolínia operativa a l'aeroport o per companyies especialitzades, en el cas dels avions de passatgers. Cal ressaltar que encara que molts aeroports posseeixen serveis bàsics de manteniment, només part d'ells ofereixen serveis més especialitzats i complexos.
Durant el període en què l'aeronau està estacionada en terra se li realitza una revisió a càrrec d'una empresa de maneig en terra d'aeronaus.

### Càrrega i correu aeri
Els aeroports posseeixen generalment una àrea designada especialment a el procés de càrrega, amb hangars destinats a l'emmagatzematge de la càrrega a ser transportada i equipaments necessaris per al seu maneig, així com personal especialitzat.

## Control aèri
El control del trànsit aeri, també conegut com ATC (de l'anglès Air Traffic Control), és un servei proporcionat per controladors situats a terra, que guien a les aeronaus en els espais aeris controlats i ofereixen informació i suport als pilots en els espais aeris no controlats. El seu objectiu és proporcionar seguretat, ordre i eficiència al trànsit aeri.
Depenent del tipus de vol i de la classe d'espai aeri, el controlador pot oferir instruccions d'obligat compliment, o bé consells que els pilots poden desestimar a discreció. En qualsevol cas, el pilot és l'última autoritat en l'operació de l'aeronau i pot, en cas d'emergència, desviar-se de les instruccions ATC per mantenir la seguretat de el vol.
Hi ha diferents tipus de control aèri, els controladors de vols en trànsit (vols que passin per una zona que no és la seva destinació) i en aproximació i aquells especifics en un aeroport. Els controladors destinat al trànsit de pas treballen des d'un centre de control mentre que els d'un aeroport treballen a la torre de control. Dins de la torre de control es divideixen en dos grups, el grup de sortides (enlairaments) i aproximacions (aterratges) i els que controlen els avions per les pistes de rodatge fins a la porta d'embarcament o la pista. Aquest últim grup també pot estar dividit en el cas que sigui un aeroport molt gran.

## Aeroports més transitats
Els cinc aeroports amb més trànsit del món l'any 2018 van ser l'Aeroport Internacional Hartsfield-Jackson d'Atlanta (107,4 milions de passatgers), l'Aeroport Internacional de Pequín (101 milions de passatgers), l'Aeroport Internacional de Dubai (89,1 milions de passatgers), l'Aeroport Internacional de Los Angeles (87,5 milions de passatgers) i l'Aeroport Internacional de Tòquio (87,1 milions de passatgers).
Als territoris de parla catalana, l'any 2017 els aeroports més transitats van ser l'aeroport de Barcelona (47.284.500 passatgers), l'aeroport Son Sant Joan de la Ciutat de Mallorca (27.970.655 passatgers), l'aeroport d'Alacant (13.713.061 passatgers), l'aeroport d'Eivissa (7.903.892 passatgers) i l'aeroport de València (6.745.394 passatgers).
Els grans aeroports d'on surten i arriben vols de llarga distància que es realitzen mitjançant avions de gran capacitat, reben el nom de hubs. Aquests aeroports grans tenen també enllaços amb ciutats més petites, que són servides amb avions de grandària menor. Mitjançant aquest sistema les companyies aèries poden omplir els seus avions grans en els trajectes de llarg recorregut. Sovint, els horaris dels vols de curt abast estan coordinats amb els vols de llarg recorregut de tal manera que els passatgers han d'esperar únicament el temps precís per a prendre el següent vol.

## Il·luminació dels aeroports
Els aeroports són infraestructures que requereixen un gran nivell d'il·luminació per a garantir la màxima seguretat pel gran trànsit que hi ha tant d'avions com de vehicles.

### Les pistes

Llums d'una pista

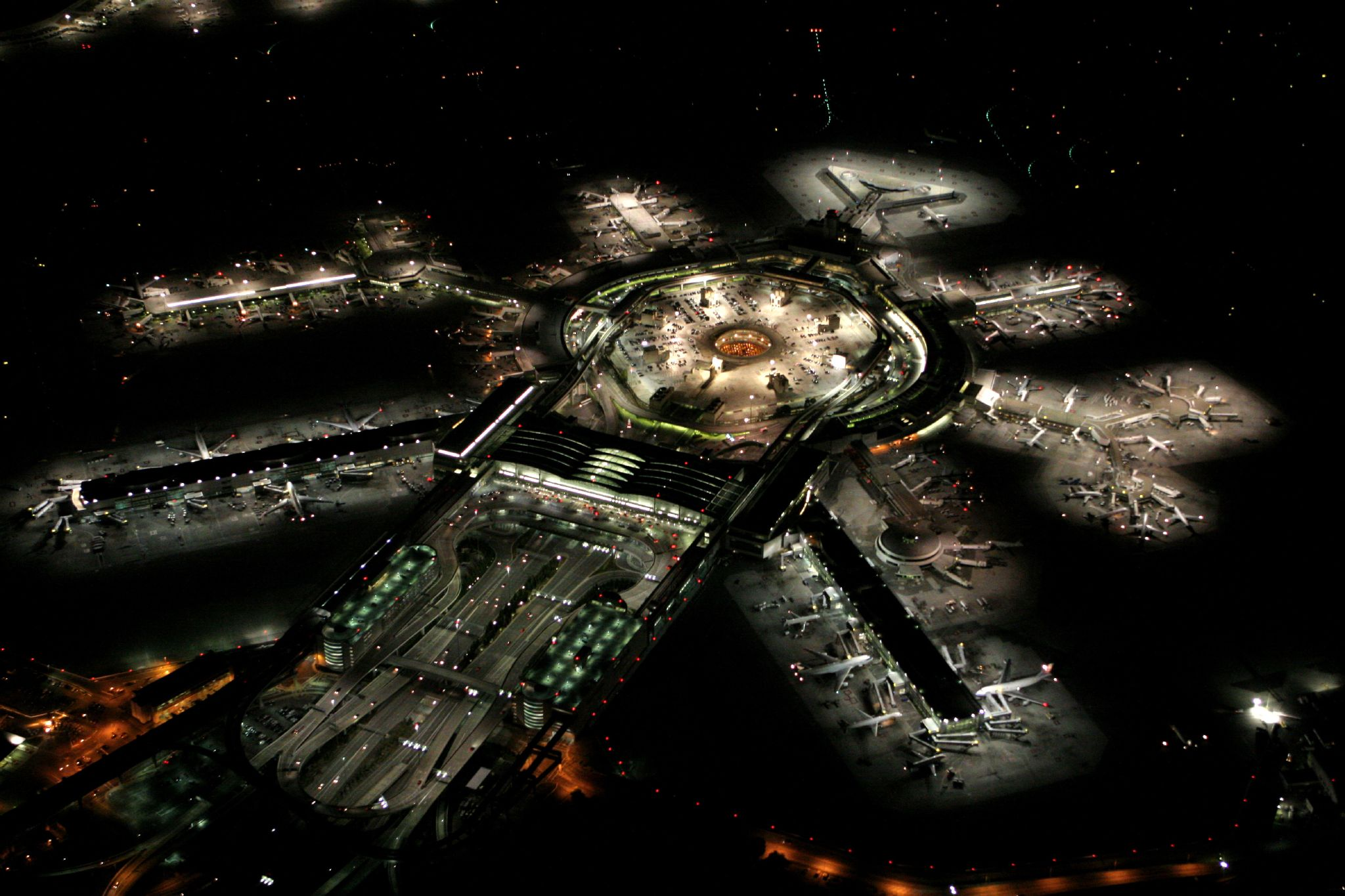
Terminal de nit

Les pistes són un element fonamental pels aeroports, a part de ser una zona crítica per a la fase de vol dels avions. Es per això que durant la nit aquesta s'il·lumina per a que sigui fàcilment identificada des d'una aeronau. Les pistes tenen llums centrals al llarg de l'eix central de la pista, llums als laterals de la pista, llums d'aproximació a les capçaleres de la pista (ALS), el sistema PAPI o el sistema VASI per a indicar la correcta aproximació a la pista respecte a l'altura (aquests funcionen tot el dia), de vegades també tenen unes llums indicadores de final de pista (REIL). En alguns casos els aeroports també tenen llums especials que permeten el funcionament de les pistes en cas de boira o visibilitat reduïda.

### Els carrers de rodatge
Els carrers de rodatge tenen llums centrals i llums als laterals per a indicar la direcció d'aquest durant la nit, també té llums vermelles per a senyalar l'entrada a una pista d'aterratge.

### La terminal
La terminal és l'element que més ben il·luminada ha d'estar doncs és on més trànsit de vehicles, avions i inclús persones hi ha. Per això s'utilitzen llums molt potents de color blanc per a la correcta identificació dels diferent elements al voltant de la terminal.

## Desenvolupament dels aeroports
Els primers llocs d'enlairament i aterratge dels avions eren camps d'herba. L'avió podia aproximar-se a qualsevol angle que proporcionés una direcció favorable del vent. Una lleugera millora va ser el camp només de terra, que va eliminar l'arrossegament de la gespa. Tanmateix, només funcionaven bé en condicions seques. Més tard, les superfícies de formigó permetrien aterratges independentment de les condicions meteorològiques.
El títol d"aeroport més antic del món" no és clar. L'aeroport de College Park de Maryland, Estats Units, establert el 1909 per Wilbur Wright, s'acorda en general que és l'aeròdrom més antic del món en funcionament continu, tot i que només serveix el trànsit d'aviació general. L'aeroport de Beijing Nanyuan a la Xina, que es va construir per acollir avions el 1904, i dirigibles el 1907, es va obrir el 1910 i va estar en funcionament fins al setembre de 2019. L'aeroport Pearson Field de Vancouver, Washington, Estats Units, es va construir per acollir avions el 1905. i dirigibles el 1911, i encara està en ús.
L'aeroport d'Hamburg es va obrir el gener de 1911, convertint-lo en l'aeroport comercial més antic del món que encara està en funcionament. L'aeroport de Bremen es va obrir el 1913 i continua en ús, tot i que va servir com a camp militar nord-americà entre 1945 i 1949. L'aeroport d'Amsterdam Schiphol es va obrir el 16 de setembre de 1916 com a aeròdrom militar, i ha acceptat avions civils des del 17 de desembre de 1920, permetent que l'aeroport de Sydney, que va començar a operar el gener de 1920, afirmés ser un dels aeroports comercials més antics del món en funcionament continu. L'aeroport internacional de Minneapolis-Saint Paul als EUA es va obrir el 1920 i des de llavors ha estat en servei comercial continu. Atén uns 35.000.000 de passatgers cada any. Dels aeroports construïts durant aquest primer període de l'aviació, és un dels més grans i ocupats que encara funciona actualment. L'aeroport de Roma Ciampino, inaugurat el 1916, també és un concursant, així com l'aeroport internacional Don Mueang prop de Bangkok, Tailàndia, que es va obrir el 1914. L'augment del trànsit d'avions durant la Primera Guerra Mundial va provocar la construcció de camps d'aterratge. Les aeronaus s'havien d'apropar a aquests des de determinades direccions i això va comportar el desenvolupament d'ajudes per dirigir el pendent d'aproximació i aterratge.
Després de la guerra, alguns d'aquests aeròdroms militars van afegir instal·lacions civils per gestionar el trànsit de passatgers. Un dels primers camps d'aquest tipus va ser l'aeroport de París - Le Bourget a Le Bourget, prop de París. El primer aeroport que va operar serveis comercials internacionals programats va ser l'Aeròdrom de Hounslow Heath l'agost de 1919, però va ser tancat i substituït per l'aeroport de Croydon el març de 1920. El 1922 es va obrir el primer aeroport permanent i terminal comercial exclusivament per a l'aviació comercial a Flughafen Devau, prop de el que llavors era Königsberg, Prússia Oriental. Els aeroports d'aquesta època utilitzaven un "platal" pavimentat, que permetia el vol nocturn i l'aterratge d'avions més pesats.
La primera il·luminació utilitzada en un aeroport va ser durant la darrera part de la dècada de 1920; a la dècada de 1930 es va començar a utilitzar la il·luminació d'aproximació. Aquests indicaven la direcció i l'angle de descens adequats. Els colors i els intervals de flaix d'aquestes llums es van estandarditzar sota l'Organització d'Aviació Civil Internacional (OACI). A la dècada de 1940 es va introduir el sistema d'aproximació de línia de pendent. Aquesta consistia en dues fileres de llums que formaven un embut que indicava la posició d'un avió en el desnivell. Llums addicionals indicaven altitud i direcció incorrectes.
Després de la Segona Guerra Mundial, el disseny de l'aeroport es va fer més sofisticat. Els edificis de passatgers s'estaven agrupant en una illa, amb les pistes disposades en grups al voltant de la terminal. Aquesta disposició va permetre l'ampliació de les instal·lacions. Però també significava que els passatgers havien de viatjar més per arribar al seu avió.
Una millora en el camp d'aterratge va ser la introducció de ranures a la superfície del formigó. Aquests funcionen perpendicularment a la direcció de l'avió d'aterratge i serveixen per extreure l'excés d'aigua de pluja que es podria acumular davant de les rodes de l'avió.
La construcció d'aeroports va créixer durant la dècada de 1960 amb l'augment del trànsit d'avions a reacció. Les pistes es van ampliar fins a 3.000 m (9.800 peus). Els camps es van construir amb formigó armat mitjançant una màquina de forma lliscant que produeix una llosa contínua sense interrupcions al llarg de la longitud. A principis de la dècada de 1960 també es van introduir sistemes de passareles a les terminals modernes dels aeroports, una innovació que va eliminar l'embarcament de passatgers a l'aire lliure. Aquests sistemes van començar a ser habituals als Estats Units a la dècada de 1970.

## Problemes dels aeroports
Un aeroport pot crear fàcilment molts problemes a causa del gran impacte que té en les àrees properes a l'instal·lació. És per això que sempre cal que es facin els màxims estudis mediambientals, econòmics i acústics possibles. Algunes de les administracions aeroportuàries preparen i publiquen informes ambientals anuals per mostrar com consideren aquestes preocupacions ambientals en els problemes de gestió aeroportuària i com protegeixen el medi ambient de les operacions aeroportuàries. Aquests informes contenen totes les mesures de protecció del medi ambient realitzades per l'administració aeroportuària en termes de contaminació de l'aigua, l'aire, el sòl i el soroll, la conservació dels recursos i la protecció de la vida natural al voltant de l'aeroport.

### Contaminació acústica
Aquest problema és generat pel moviment del trànsit de vehicles i per les aeronaus, principalment en operacions d'aterratge i enlairament. És un gran problema principalment en grans aeroports internacionals, on les hores de la nit són les més intenses pel que fa a nombre d'operacions d'aterratge i enlairament. En poblacions properes pot suposar una gran molèstia i pot causar moltes queixes per part dels habitants. Altres preocupacions ambientals i de soroll són el trànsit de vehicles que causa soroll i contaminació a les carreteres que condueixen a l'aeroport. A l'aeroport del Prat per tal d'evitar sobrevolar la població de Gavà Mar es fa un famós gir a l'esquerra just després de l'enlairament.

### Contaminació atmosfèrica
Aquest problema és generat pels motors de vehicles i aeronaus. El major problema en aquest cas és la pol·lució atmosfèrica generada pel trànsit de vehicles que van i vénen a l'aeroport.

### Problemes ecològics
Crear o ampliar un aeroport de vegades pot suposar la destrucció d'espais naturals de diferent importància. La construcció de nous aeroports o l'addició de pistes als aeroports existents sovint està mal vist per als residents locals a causa de l'efecte sobre el camp, els llocs històrics i la flora i la fauna locals. A causa del risc de col·lisió entre les aus i els avions, els grans aeroports duen a terme programes de control de població on espanten o disparen els ocells.
Se sap que la construcció d'aeroports canvia els patrons meteorològics locals. Per exemple, com que sovint aplanen àrees grans, poden ser susceptibles a la boira en zones on rarament es forma boira. A més, generalment substitueixen arbres i gespa per paviment, sovint canvien els patrons de drenatge a les zones agrícoles, donant lloc a més inundacions, escorrentia i erosió a la terra circumdant.
Els aeroports sovint es construeixen sobre baix. Hi ha 269 aeroports a nivell mundial que corren el risc d'inundacions costaneres. Un augment de la temperatura de 2 graus, d'acord amb l'Acord de París, portaria a 100 aeroports per sota del nivell mitjà del mar i 364 aeroports en risc d'inundació. Si l'augment de la temperatura mitjana global supera aquest, fins a 572 aeroports estaran en risc l'any 2100.

## Nomenclatura
Els aeroports tenen dos tipus de nomenclatura, un de IATA i un altre d'ICAO o OACI. El codi d'aeroports d'IATA s'utilitza per a les etiquetes dels equipatges i les taules de facturament o embarcació mentre que el codi d'aeroports OACI s'utilitza en les comunicacions dels controladors aeris i les operacions de les aerolínies. A la nomenclatura utilitzada per OACI les dues primeres lletres corresponen al país on està l'aeroport siguent LE-- a Espanya, LF-- a França, ED-- a Alemanya o KJ-- als Estats Units.
|      | Aeroport del Prat | Aeroport de Girona | Aeroport de Reus | Aeroport de Lleida-Alguaire | Aeroport de Sabadell | Aeroport d'Andorra-La Seu |
| ---- | ----------------- | ------------------ | ---------------- | --------------------------- | -------------------- | ------------------------- |
| IATA | BCN               | GRO                | REU              | ILD                         | QSA                  | LEU                       |
| OACI | LEBL              | LEGE               | LERS             | LEDA                        | LELL                 | LESU                      |

La majoria de noms d'aeroport inclouen la ubicació. Molts noms d'aeroport honoren una figura pública, generalment un polític, escriptor o explorador (Aeroport Josep Tarradellas Barcelona-el Prat, Paris Charles de Gaulle, Aeroport de Venècia Marco Polo, Aeroport de Roma-Fiumicino).
Alguns noms d'aeroport inclouen la paraula "Internacional" per indicar la seva capacitat per gestionar el trànsit aeri internacional.
A vegades un aeroport pot tenir noms no oficials que es poden 

## Gestors aeroportuaris
Els gestors aeroportuaris són unes entitats administratives públiques o privades que se'n carreguen de la gestió i explotació de les infraestructures aeroportuàries. A Espanya el gestor més important és AENA i a Catalunya hi ha Aeroports de Catalunya. Un gestor aeroportuàri pot ser propietari d'un o més aeroports d'un o més països.
Cada autoritat nacional d'aviació té una font d'informació sobre els aeroports del seu país. Això contindrà informació sobre l'elevació de l'aeroport, la il·luminació de l'aeroport, la informació de la pista, les instal·lacions i les freqüències de comunicacions, les hores d'operació, els NAVAID propers i la informació de contacte quan sigui necessari un acord previ per a l'aterratge.

### Administració dels aeroports
Els aeroports són administrats per l'Estat, el municipi o per un privat a qui se li ha donat aquesta tasca en concessió.
El concessionari o gestor de l'aeroport pot tenir una concessió mixta; és a dir, pot mantenir només les terminals o només les pistes, en la majoria dels casos es concessionen ambdues àrees, per a això haurà de comptar amb empreses terceres o personal propi que es dediqui a la neteja, manteniment de les infraestructures (ascensors, escales mecàniques, refrigeració, calefacció, energia primària i secundària, mobiliaris, sanitaris, etc.) tall d'àrees verdes, descontaminació d'àrees de moviments (les pistes es contaminen amb el despreniment del cautxú dels pneumàtics de les aeronaus al fer contacte i frenar sobre els paviments), manteniment d'Ajudes Visuals Lluminoses (abalisament de pistes i rodatges) i altres serveis operatius d'ambdós costats (aire i terra).
Quan la demanda de passatgers i càrrega porta al fet que la infraestructura estigui a prop de la seva capacitat total, poden ser necessaris alguns canvis, com l'expansió de les terminals de passatgers o càrrega, noves pistes de rodatge, pistes d'aterratge i enlairament i aparcaments. Quan això no és possible, es pot considerar la construcció d'un nou aeroport a la regió o la diversificació o el desviament d'alguna part del trànsit a un altre aeroport.
Els ingressos d'un aeroport es classifiquen en operacionals i no operacionals. Els operacionals de donen per les taxes cobrades per l'aterratge d'una aeronau i les taxes a passatgers. Aquestes taxes són generalment regulades per l'Estat o la seva autoritat d'aviació civil. Els preus varien segons l'aeroport. Els ingressos no operacionals de l'aeroport són aquells associats a la renda generada per l'aparcament d'automòbils i motos i el lloguer de locals comercials.

## Els aeroports en l'entreteniment
Els aeroports han tingut un paper important en pel·lícules i programes de televisió per la seva naturalesa com a centre de transport i internacional, i de vegades per les característiques arquitectòniques distintives d'aeroports concrets. Un exemple d'això és The Terminal o Airplane!. Diversos jocs de simulació per ordinador posen al jugador al capdavant d'un aeroport i han d'aprendre a fer-lo funcionar i crear-los. Aquests inclouen la sèrie Airport Tycoon, SimAirport, Sky Haven i Airport CEO.

## Aeroports abandonats o en desús
En moltes ocasions un aeroport deixa de funcionar o perquè se n'ha creat un altre més gran per a substituir-lo o perquè no té els vols suficients o ha deixat de ser important. En aquests casos desfer-se'n d'aquestes instal·lacions tant grans suposa una despesa important i normalment s'opta per a reconvertir aquests espais. Per exemple en algun cas s'ha fet centres comercials, parcs o un museu d'aviació. Altres opcions menys comuns són fer un circuit de carreres com el Circuit de Silverstone o el Circuit de Berlín-Tempelhof.